# Theligonum
- Commons
- Wikispecies

Theligonum é um género botânico pertencente à família Rubiaceae.

## Classificação do gênero
| Sistema | Classificação                     | Referência               |
| ------- | --------------------------------- | ------------------------ |
| Linné   | Classe Monoecia, ordem Polyandria | Species plantarum (1753) |